# Bechyňská pokutní registra
Bechyňská pokutní registra jsou dokumenty z let 1573-1576, které nám přináší obraz o hodovních slavnostech na zámku v Bechyni za Petra Voka z Rožmberka. Sloužila k zapisování „pokut“, neboli pohárů navíc, pro každého z účastníků slavností, který se provinil proti hodovním pravidlům. Tyto „pokuty“ doplňují zápisy jednotlivých hostů. Každý zápis pak byl zakončen větou Pil jsem na pokutu. Dnes se tato registra nacházejí v Třeboňském archivu.

## Ukázky zápisů pokut
- „Nemám nic, starej frejíř.“ (Vít ze Rzavého)
- „Má klisna klepouchá a má žena poctivosti nemá.“ (Simeon Běšín z Běšin)
- „Čiň co čiň – pamatuj na Pána Boha.“ (Zdeněk Březský)
- „Vrh sem přes přívoru.“ (Bohuslav z Buzic)